# Paul Josso

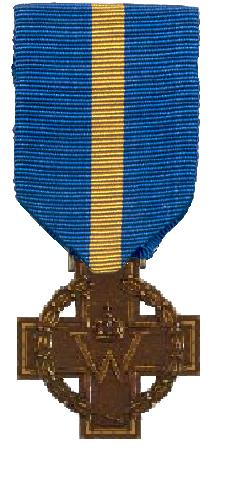
Kruis van Verdienste

Paul Josso (Amsterdam, 29 juli 1917 - 14 juni 2000) was Engelandvaarder.
Toen de Tweede Wereldoorlog uitbrak, studeerde Josso aan de Technische Hogeschool Delft en woonde op de Phoenixstraat 52 samen met Piet Huurman, Menko Köning en Eddy van Raalte. Ze maakte kennis met Anton van der Waals, die beweerde hen aan wapens te kunnen helpen. Met zes medestudenten verrichtte Josso in maart 1943 sabotagewerkzaanheden voor de groep van Willem Pahud de Mortanges. De groep werd door van der Waals verraden en na hun arrestatie werden ze ter dood veroordeeld. Het gelukte alleen Josso om naar Delft terug te gaan. Toen de Duisters zijn huis in Delft wilden onderzoeken, deed zijn hospita er extra lang over om de deur te openen en had hij alle bewijsmaterialen vernietigd en weggespoeld. Het lukte hem via de achtertuin te ontsnappen en naar zijn zuster in Leiden te gaan.
Op 10 oktober 1943 vertrok hij met twee Nederlanders en twee Engelsen verstopt in de wielbakken van een trein naar Parijs. Na enkele dagen vertrokken ze weer per trein, ditmaal naar Dax, en vandaar door naar Irun, maar nu hangend tussen de stangen onder het treinstel. Daar splitste de groep zich.
Josso bereikte Madrid op 17 oktober. Daar hoorde hij dat het wachten op een visum weken kon duren, dus hij besloot dan maar zonder visum te reizen. Op 21 oktober reed hij, deels op het dak, deels op de bumper van een trein, richting Lissabon. Daar werd hij ontdekt en gevangengenomen. Tien dagen later waren zijn papieren in orde en kon hij per KLM zijn reis vervolgen. Op 1 november landde hij in Brighton. Hij was dus slechts drie weken onderweg.
In 1945 ontving Josso in Australië een onderscheiding van kolonel Fideldei. 
Na de oorlog werd Josso bouwkundig ingenieur.